# Canopée
Canopée je nákladní loď typu Ro-Ro, sloužící pro přepravu komponentů nosných raket ArianeGroup Ariane 6 mezi Evropou a Guyanským kosmickým centrem ve Francouzské Guyaně. Ve službě je od roku 2023. Jde o první moderní nákladní plavidlo vybavené pomocnými plachtami, snižujícími spotřebu paliva a množství vypuštěných emisí. Zároveň je to první plavidlo vybavené oplachtěním typu Oceanwings.

## Stavba

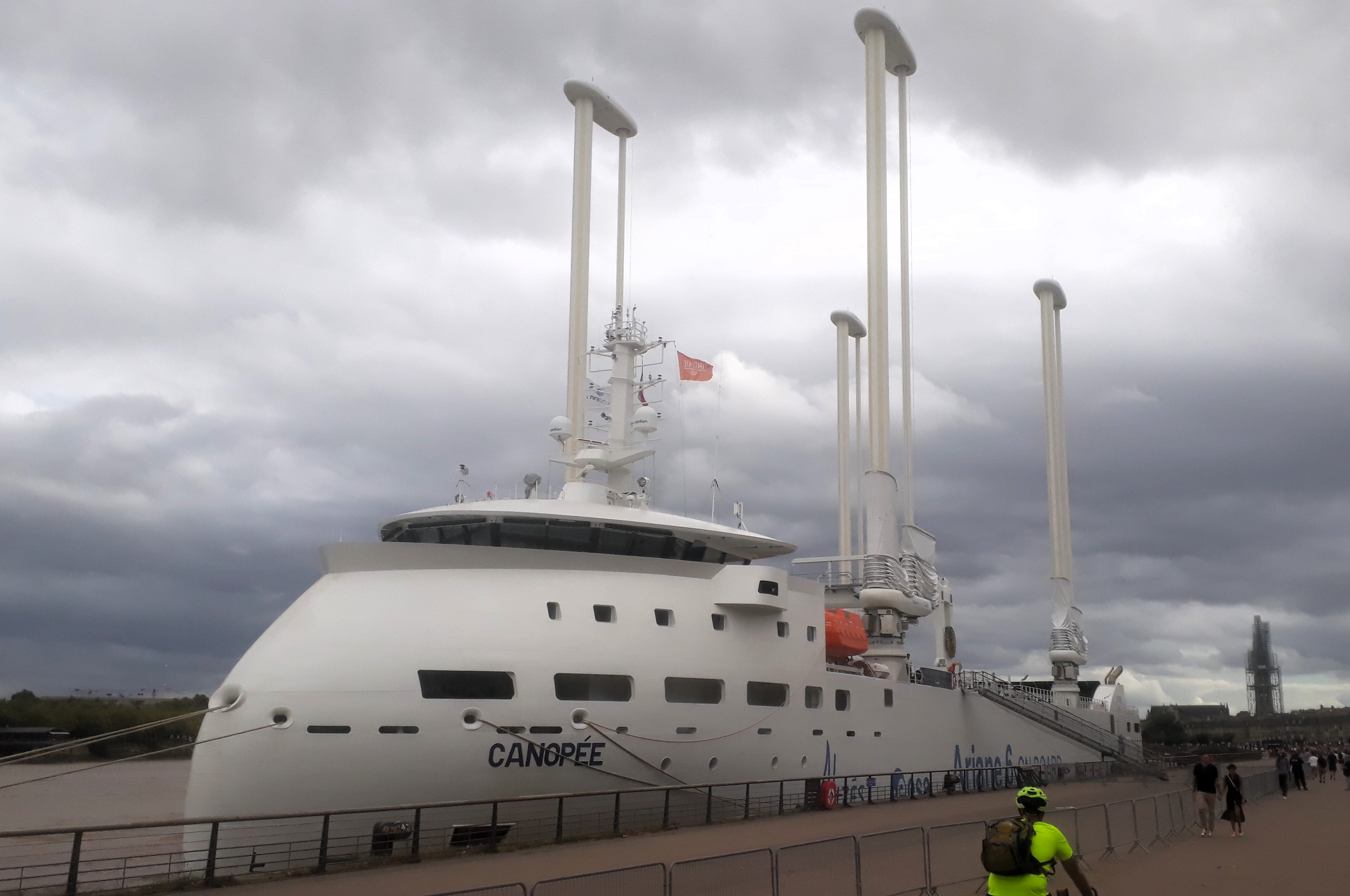
Canopée se staženými pomocnými plachtami

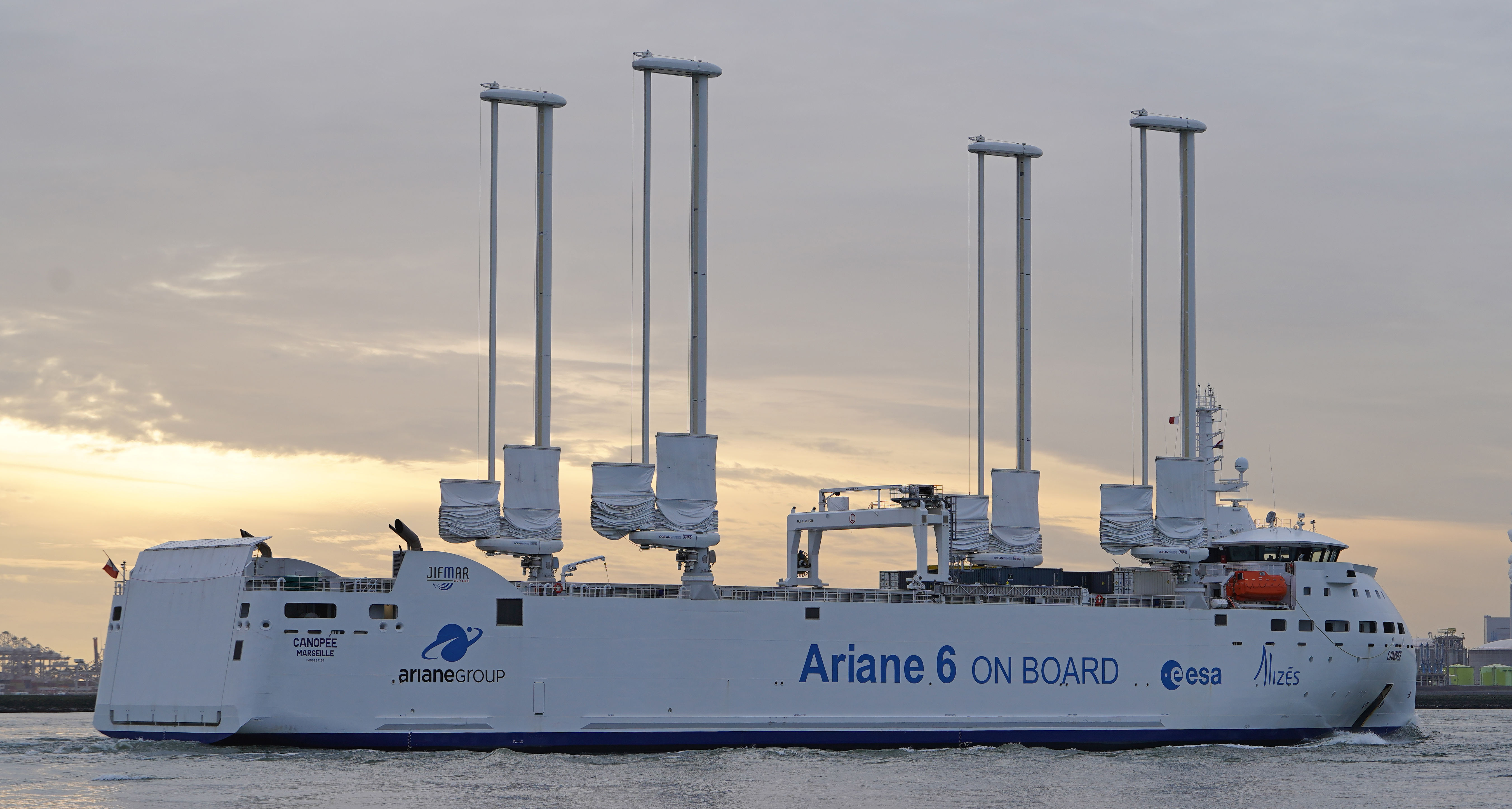
Canopée se staženými pomocnými plachtami

V roce 2018 společnost ArianeGroup vypsala výběrové řízení na lodní přepravu částí nosných raket. Canopée navrhla francouzská společnost VPLP Design ve spolupráci se společností Zéphyr & Borée. Provoz plavidla zajišťuje společnost Alizés, joint venture firem Zéphyr & Borée a Jifmar Offshore Services. Postaveno bylo ve spolupráci nizozemské loděnice Neptune Marine v Hardinxveld-Giessendamu a polské loděnice ve Štětíně. Adaptivní oplachtění Oceanwings vyvinula francouzská společnost Ayro. Na svou panenskou plavbu Canopée vyplula 27. prosince 2022 na trase z Rotterdamu do Francouzské Guyany. Tehdy ještě postrádala oplachtění. Do cílového přístavu Pariacabo dorazila 23. ledna 2023. Oplachtění bylo na plavidlo instalováno v Caen v červenci 2023.

## Konstrukce
Plavidlo pojme až 5000 tun nákladu. Má hybridní pohon, jehož základenm jsou dva diesely o výkonu 3840 kW. Doplňují je čtyři automaticky ovládané plachty o celkové ploše 1452 m2, které jsou umístěny na 37 metrů vysokých stěžních. Hybridní pohon dle údajů VPLP Design snižuje spotřebu paliva přibližně o 15 % (ArianeGroup uvádí dokonce 30 %). Canopée dosahuje rychlosti 16,5 uzlu.

## Ocenění
- Charte Bleue d’Armateurs de France (2022)
- Nizozemské plavidlo roku (2023)